# 東方通信社
東方通信社（とうほうつうしんしゃ、英語: Eastern News Agency）は、1938年10月にシンガポールで設立された日本の通信社。従業員3人で、マラヤの新聞社やシンガポールなどの在留日本人向けに情報サービスを提供、そのほとんどは同盟通信社が配信したニュースだった。

## 設立
1938年10月、シンガポールで活動を開始。
従業員は3人で、同社の主筆・小林猪四郎は同盟通信シンガポール支社の社員でもあった。また篠崎護は同社の社員だった。同社社員は、1938年8-10月頃に、在シンガポール日本総領事館の「嘱託」として公務パスポートを所持してシンガポールに入った。

## 業務内容
東方通信社は、マラヤの新聞社に無料で情報サービス（Eastern News）を提供し、シンガポールなど各地の在留日本人にサービスを提供していた。
提供したニュースのほとんどは、日本の同盟通信社が配信したニュースだった。篠崎 (1981, p. 171)は、編集長に米・ポートランドから日系2世のウィリアム細川を迎えてシンガポールで創刊した英字新聞『シンガポールヘラルド』に「日本からのフレッシュな」、「歪曲されない」ニュースを供給するのが自分の役目だった、としている。

## スパイ容疑
1940年8月4日、コックス事件に関連して小林がシンガポールの警察当局により逮捕された（49日間の拘留後、同年9月21日に釈放）。
同年9月21日（小林の解放と同日）には、同社の従業員だった篠崎護がスパイ容疑で逮捕された。11月に行われた裁判で、篠崎の逮捕前に東方通信社の組織再編成が計画されており、中国語ニュース配信部門の新設が検討されていたことが明らかになった。裁判の結果、篠崎は有罪（3年半の懲役）の判決を受け、収監された（篠崎スパイ事件）。